# Donsol
Donsol is een gemeente in de Filipijnse provincie Sorsogon in het zuidoosten van het eiland Luzon. Bij de laatste census in 2007 had de gemeente bijna 44 duizend inwoners.

## Geografie

### Bestuurlijke indeling
Donsol is onderverdeeld in de volgende 51 barangays:
| - Alin - Awai - Banban - Bandi - Banuang Gurang - Baras - Bayawas - Bororan Barangay 1 - Cabugao - Central Barangay 2 - Cristo - Dancalan - De Vera | - Gimagaan - Girawan - Gogon - Gura - Juan Adre - Lourdes - Mabini - Malapoc - Malinao - Market Site Barangay 3 - New Maguisa - Ogod - Old Maguisa | - Orange - Pangpang - Parina - Pawala - Pinamanaan - Poso Pob. - Punta Waling-Waling Pob. - Rawis - San Antonio - San Isidro - San Jose - San Rafael - San Ramon | - San Vicente - Santa Cruz - Sevilla - Sibago - Suguian - Tagbac - Tinanogan - Tongdol - Tres Marias - Tuba - Tupas - Vinisitahante |

## Demografie
Donsol had bij de census van 2007 een inwoneraantal van 43.996 mensen. Dit zijn 4.001 mensen (10,0%) meer dan bij de vorige census van 2000. De gemiddelde jaarlijkse groei komt daarmee uit op 1,32%, hetgeen lager is dan het landelijk jaarlijks gemiddelde over deze periode (2,04%). Vergeleken met de census van 1995 is het aantal mensen met 7.983 (22,2%) toegenomen.

De bevolkingsdichtheid van Donsol was ten tijde van de laatste census, met 43.996 inwoners op 156,2 km², 281,7 mensen per km².